# Hippothoa flagellum
Hippothoa flagellum is een mosdiertjessoort uit de familie van de Hippothoidae. De wetenschappelijke naam van de soort is voor het eerst geldig gepubliceerd in 1870 door Manzoni.